# Troodontidae
Troodontidae é uma família de dinossauros terópodes de pequeno porte. É considerado o grupo de dinossauros mais inteligente.
Apresentavam órbita ocular grande, indicando hábitos noturnos, e a maioria dos dinossauros desse grupo caçavam mamíferos e pequenos lagartos à noite, quando estes saíam para se alimentar ou estavam quase inativos, respectivamente.

## Membros do grupo
- Sinovenator changii, é um dos membros mais antigos dos troodontídeos, apresentava penas/protopenas e está na base de origem do grupo. Viveu no período cretáceo da China.
- Jeholornis prima, é outro troodontídeo basal. Seu fóssil provêm da Província de Liaoning, do cretáceo Chinês, e apresentava penas/protopenas.
- Troodon formosus, é considerado o dinossauro mais inteligente descoberto, seus fósseis provêm da América do Norte. Suas pernas finas e delgadas indicam um bom corredor. Fósseis de seus dentes encontrados no Alasca indicam que era o predador dominante das florestas da época além de mostrar que esse especime era 1,5 vezes maior que o normal para sua espécie.
- Família Troodontidae
  - ?Anchiornis
  - ?Archaeornithoides
  - Borogovia
  - Byronosaurus
  - Geminiraptor
  - Jinfengopteryx
  - ?Koparion
  - Linhevenator
  - Mei
  - Saurornithoides
  - Sinornithoides
  - Sinusonasus
  - Sinovenator
  - Talos
  - Tochisaurus
  - Urbacodon
  - ?Xiaotingia
  - Xixiasaurus
  - Zanabazar
  - ?Subfamily Elopteryginae
    - ?Elopteryx

  - Subfamily Troodontinae
    - Troodon
- Duvidosos, possíveis membros desta família
  - Paronychodon
  - Euronychodon
  - Richardoestesia